# Fuente la Reina
Fuente la Reina – gmina w Hiszpanii, w prowincji Castellón, we wspólnocie autonomicznej Walencja, o powierzchni 7,5 km². W 2011 roku liczyła 57 mieszkańców.